# Thierry Frémaux
Pour les articles homonymes, voir Frémaux.
Ne doit pas être confondu avec l'acteur, Thierry Frémont.
Thierry Frémaux, né le 29 mai 1960 à Tullins (Isère), est une personnalité française du cinéma.
Il est connu pour être à partir des années 2000 le sélectionneur des films en compétition au festival de Cannes, dont il devient le délégué général en 2007. Il est également directeur de l'Institut Lumière.

## Biographie

### Enfance et formation
Né en Isère, Thierry Frémaux grandit dans la banlieue lyonnaise, aux Minguettes à Vénissieux, où son père est ingénieur EDF, proche du Parti socialiste unifié (PSU).
Initié au cinéma par son père, cofondateur de la première radio libre associative, Radio Canut, il enseigne le judo dont il est ceinture noire 4e dan, et étudie l'histoire sociale, obtenant sa maîtrise avec un mémoire consacré aux débuts de Positif. Il commence un DEA sur l'histoire sociale du cinéma qu'il interrompt après avoir été embauché à l'Institut Lumière.

### Carrière
Bénévole à l'Institut dès sa création, il en devient salarié sur proposition de Bernard Chardère en 1983. En 1995, il est nommé directeur artistique au côté du président Bertrand Tavernier avec lequel il organise le centenaire du cinéma et la création d'une collection de livres chez Actes Sud, ainsi que la restauration des films des frères Lumière.
Après avoir décliné la direction de la Cinémathèque française en 1999, il est appelé par Gilles Jacob, élu président, au poste de délégué artistique du Festival de Cannes, à la suite du départ précipité d'Olivier Barrot. Thierry Frémaux négocie cependant de ne pas devoir quitter la tête de l'Institut Lumière. Officiellement chargé de la programmation des films depuis la 57e édition, il désigne fin 2003 les consultants et membres des deux comités de sélection qu'il dirige, l'un consacré aux longs métrages français et l'autre aux œuvres étrangères. Après le départ de Véronique Cayla, directrice générale, pour la direction du CNC, il est promu, en 2007, délégué général, chargé à la fois du contenu artistique mais aussi de l'intendance et de la gestion administrative et logistique du festival.
À la tête de la sélection cannoise, il marque le retour des studios américains sur le tapis rouge (il déclare : « je préfère un bon film commercial à un mauvais film d'auteur »), ouvre le Palais des festivals aux films de genre et à l'animation, redonne une voix au cinéma documentaire, poursuit l'ouverture aux cinématographies exotiques et prend des risques avec des films engagés.
En 2002, il inaugure avec Pépé le Moko la projection numérique de films classiques restaurés, regroupés ensuite dans la section Cannes Classics, fondée en 2004.
Il organise le Festival Lumière à Lyon depuis 2009. Dans les années 2020, ses deux postes de dirigeant de festival, entre Lumière et Cannes, lui valent un salaire annuel de 350 000 euros.
Son livre Judoka (2021) lui vaut le Grand Prix Sport et Littérature décerné par l'Association des écrivains sportifs.

### Engagement
En septembre 2018, à la suite de la démission de Nicolas Hulot, il signe la tribune contre le réchauffement climatique intitulée « Le plus grand défi de l'histoire de l'humanité » qui parait en une du journal Le Monde, avec pour titre L'appel de 200 personnalités pour sauver la planète.

### Controverses
Dans les années 2020, plusieurs emportements de Thierry Frémaux sont repris par la presse et lui valent la réputation d'avoir une « nature bouillonnante ». Ainsi, lors du Festival Lumière 2021, il abaisse violemment la caméra d’une journaliste de France 3 ; à Cannes en 2023, il génère une altercation avec un policier municipal qui lui reprochait de rouler à vélo sur le trottoir piéton ; et au festival Lumière 2023, il crie et profère des menaces en public contre une employée qui le prévenait d'un changement de programme.
En mai 2023, il programme le film Jeanne du Barry de Maïwenn en ouverture du festival de Cannes. Cette programmation suscite une polémique en raison de la présence de l'acteur Johnny Depp, accusé de violences conjugales par son ex-épouse Amber Heard. Une tribune parue dans Libération dénonce une décision qui soutiendrait les accusés d'agression. Interpellé sur cette question sur le plateau de l'émission C ce soir (France 5), Frémaux dit ne pas être au courant du procès et s'en désintéresser.
Entre octobre 2023 et juin 2024, des articles du journal Mediapart donnent à lire les témoignages d'une trentaine d'employés du festival Lumière et du festival de Cannes qui dénoncent le « tempérament colérique » de Frémaux et des « pratiques managériales d’un autre temps », telles qu'une gestion par la peur entraînant une culture anxiogène. Ces témoignages affirment que plusieurs employés ont souffert de dépression, burn-out ou détresse psychologique après avoir travaillé auprès de Frémaux.

## Œuvre

### Documentaires
- 2017 : Lumière ! L'aventure commence
- 2025 : Lumière, l’aventure continue

### Publications
- Thierry Frémaux, Sélection officielle : journal, notes et voyages (Récits personnels), Paris, Éditions Grasset, 2017, 616 p. (ISBN 9782246863717, OCLC 1010486481, BNF 45194474)Chronique sur l'élaboration du Festival de Cannes 2016. Réédité et revu en poche (Babel, 2023)
- Thierry Frémaux, Judoka (Récits personnels), Paris, Éditions Stock, 2021, 318 p. (ISBN 9782234086005 et 2234086000, OCLC 1243971473, BNF 46703377).
- Thierry Frémaux, Si nous avions su que nous l'aimions tant, nous l'aurions aimé davantage, Paris, Éditions Grasset, 2022, 216 p.Essai biographique consacré à Bertrand Tavernier.

## Décorations
- Officier de la Légion d'honneur (2016)[13]
- Commandeur de l'ordre des Arts et des Lettres au titre de « délégué artistique du Festival de Cannes » (2003)[14]
- Ordre du Mérite d'Ukraine de 3e classe (2022)